# Nous étions jeunes
Pour plus de détails, voir Fiche technique et Distribution.
Nous étions jeunes (А бяхме млади, A byahme mladi) est un film bulgare réalisé par Binka Jeliaskova, sorti en 1961.

## Fiche technique
Sauf indication contraire, les informations mentionnées dans cette section peuvent être confirmées par la base de données cinématographiques IMDb,  présente dans la section « Liens externes ».
- Titre original : А бяхме млади, A byahme mladi
- Titre français : Nous étions jeunes
- Réalisation : Binka Jeliaskova
- Scénario : Hristo Ganev
- Costumes : Nevena Baltova
- Photographie : Vasil Holiolchev
- Montage : Tsvetana Tomova
- Musique : Simeon Pironkov
- Pays de production :  Bulgarie
- Format : noir et blanc — 1,37:1 — son mono
- Genre : drame
- Durée : 110 minutes
- Dates de sortie :
  - Bulgarie : 13 mars 1961
  - France : 8 mars 2023

## Distribution
- Dimitar Buynozov : Dimo
- Rumyana Karabelova : Veska
- Lyudmila Cheshmedzhieva : Tzveta
- Georgi Georgiev-Getz : Mladen
- Emilia Radeva : Nadya
- Anani Yavashev : Slavcho

## Sortie

### Accueil critique
En France, le site Allociné propose une moyenne de 4⁄5, fondée sur 8 critiques de presse.

## Récompense
- Festival international du film de Moscou 1977 : prix en or